# Ciambotta
La ciambotta es un plato típico de la cocina meridional de Italia, es esencialmente un estofado, que puede ser consumido como guarnición o como primer plato según los ingredientes que lo componen y de cómo viene cocinado.
La ciambotta es a base de verduras, y puede agregárseles otros ingredientes como carne o pescados.
Las verduras son solamente patata, berenjena, tomate, pimentón, pimientos, cebolla, hierbas aromáticas.
Las variantes más conocidas son:
- La ciambotta (Lucania).
- La ciambotta (Puglia).
- La cianfotta (Campania).
- La cianfotta (isla de Ventotene).
- La ciambottella (Calabria).
- La ciambotta (Sicilia).

- Datos: Q3676255